# Azerbaidjan
|  | Per a altres significats, vegeu «Azerbaidjan (desambiguació)». |

L'Azerbaidjan (àzeri: Azərbaycan), oficialment la República de l'Azerbaidjan (àzeri: Azərbaycan Respublikası), és l'estat més gran de la regió del Caucas, localitzat entre l'Àsia occidental i Europa oriental. Limita a l'est amb el mar Caspi, al nord amb Rússia, al nord-oest amb Geòrgia, a l'oest amb Armènia i al sud amb l'Iran. L'exclavament de Nakhtxivan limita amb Armènia al nord i a l'est, amb l'Iran al sud i a l'oest i comparteix una petita frontera amb Turquia al nord-oest. El seu nom sembla derivar d'Atropatene (terra del foc), que era com s'anomenava la regió, una satrapia de l'imperi persa. La consciència nacional àzeri es va formar durant la segona meitat del segle xix i principis del segle xx. El seu nom en neo-persa antic és Adharbadhagan o Adharbayagan; en armeni Atropatakan; i en siríac Adhorbaighan.
L'Azerbaidjan compta amb una herència cultural històrica i antiga. A més d'ésser el primer estat de majoria musulmana en tenir òperes, teatres i obres teatrals, és un dels estats musulmans amb més suport al secularisme i a la tolerància religiosa. L'any 1918 es va establir la República Democràtica de l'Azerbaidjan, la primera república secular i democràtica del món islàmic, però passà a formar part de la Unió Soviètica des de 1920 fins a la seva independència l'any 1991. Poc després, durant la Guerra de l'Alt Karabakh, Armènia va ocupar la regió de l'Alt Karabakh i d'altres territoris i enclavaments circumdants que estaven sota el poder azerbaidjanès. La República de l'Alt Karabakh, que va sorgir a la regió, continua sense el reconeixement diplomàtic de cap estat i encara és considerada de iure com a part de l'Azerbaidjan, malgrat ser independent de facto des del final de la guerra.
L'Azerbaidjan és una república constitucionalista, secular i unitària. És un dels sis estats turquesos independents, és membre actiu del Consell Turc i de la comunitat TÜRKSOY. A més, té relacions diplomàtiques amb 158 estats i és membre de 38 organitzacions internacionals. És un dels membres fundadors de la GUAM i de la Comunitat d'Estats Independents (CEI). El 9 de maig de 2006, l'Azerbaidjan va ser elegit membre del nou Consell de Drets Humans per l'Assemblea General de les Nacions Unides.
Després d'obtenir la seva independència, l'Azerbaidjan va aconseguir un nivell alt de desenvolupament humà, econòmic i d'alfabetització, a més de nivells baixos d'atur i d'homicidis comparats amb altres estats de la CEI i d'Europa oriental. L'1 de gener de 2012, l'estat va començar el seu període de dos anys com a membre no permanent del Consell de Seguretat de les Nacions Unides.

## Geografia

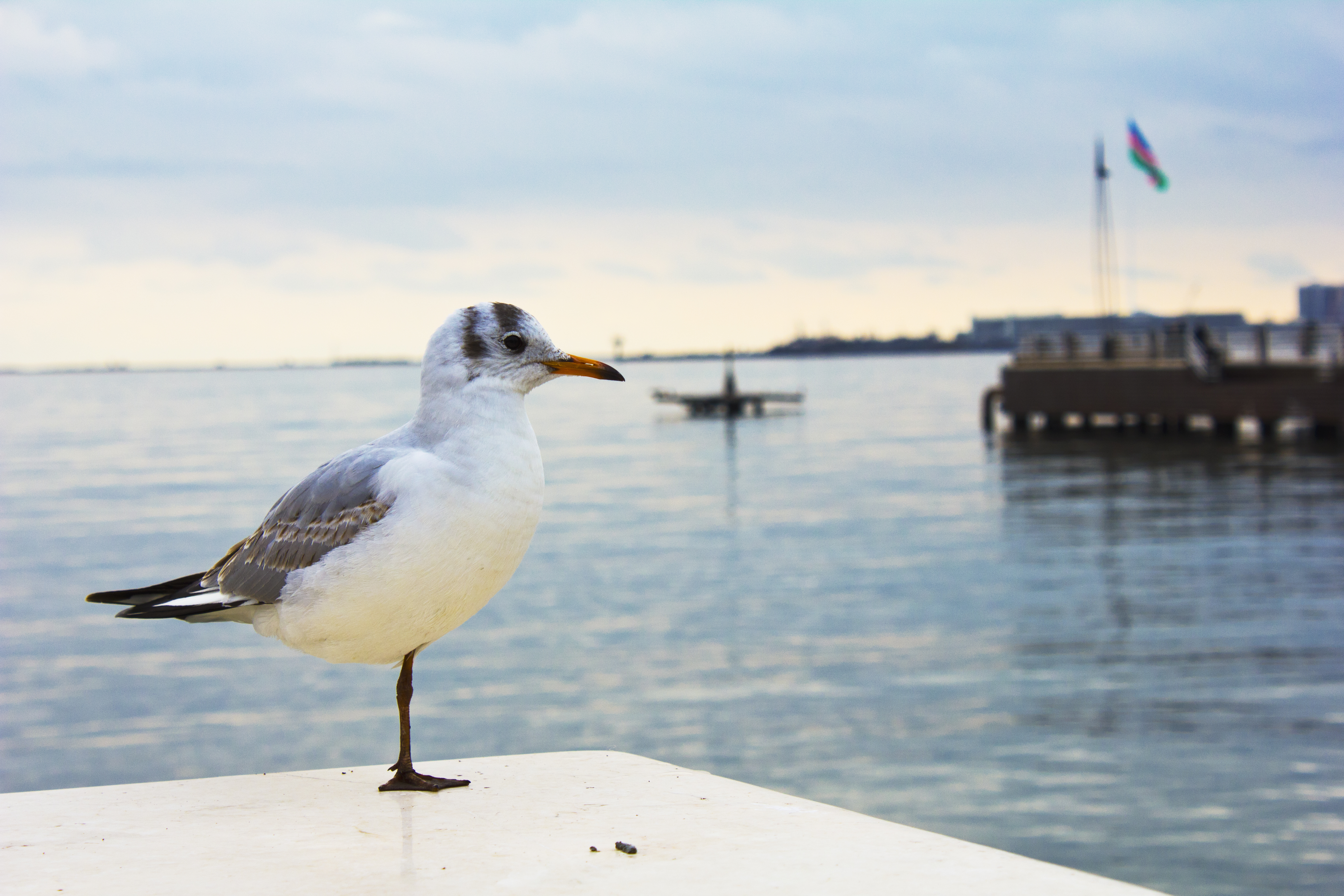
Gavina a la costa de la mar Càspia, a Bakú.

Limita a l'est amb la mar Càspia, al nord amb Rússia i Geòrgia, a l'oest amb Armènia i al sud amb l'Iran. La capital és Bakú. Inclou el territori de l'Alt Karabakh, de població armènia i declarat en rebel·lió (de fet, està controlat per Armènia), i la República Autònoma de Nakhtxivan, un enclavament entre Armènia i l'Iran. La meitat de la seva superfície està coberta de muntanyes. La part del territori habitat pels àzeris a l'Iran (fora de la república de l'Azerbaidjan, per tant), es coneix com a l'Azerbaidjan iranià.

### Clima

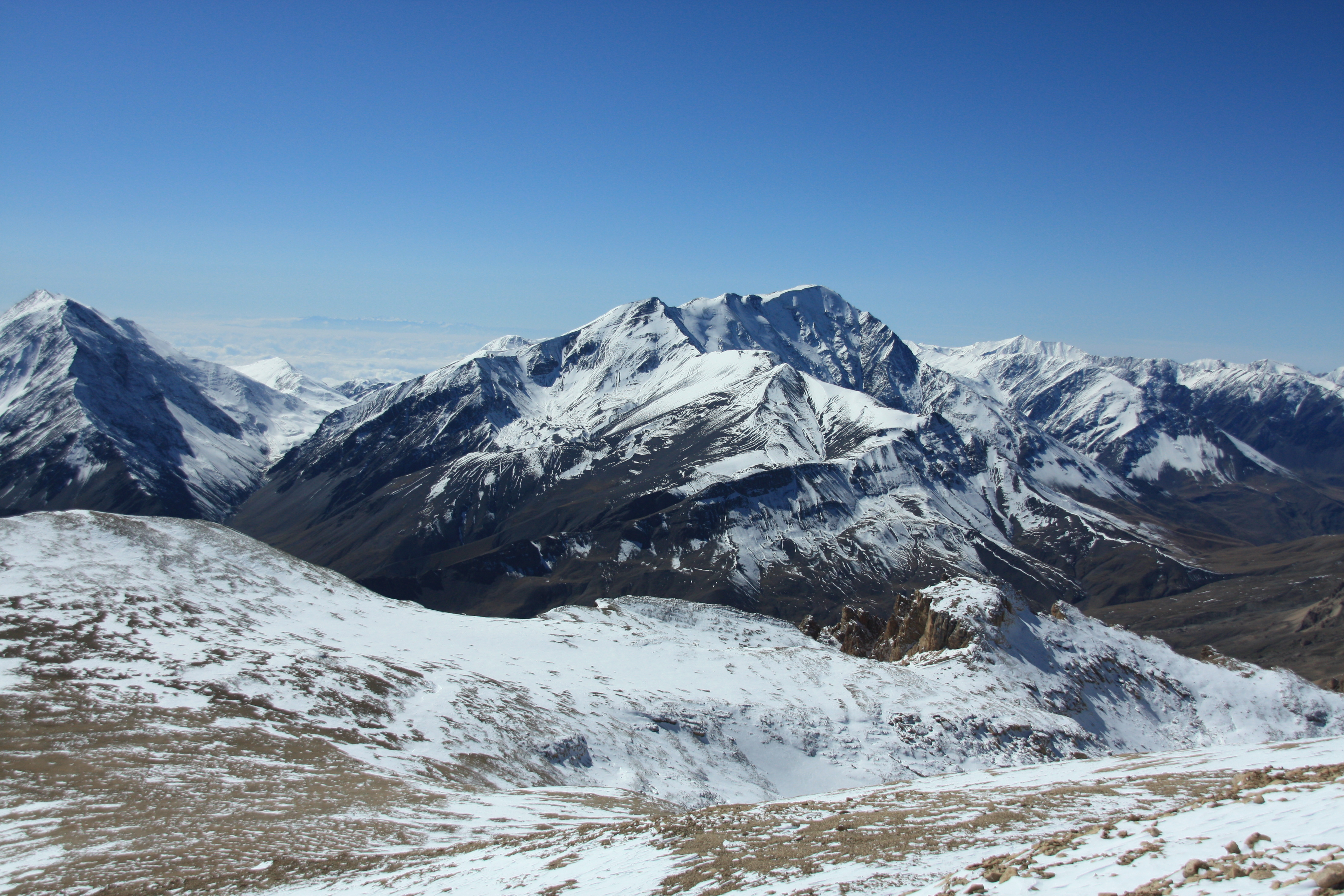
Mont Bazardüzü, el punt més alt de l'Azerbaidjan.

El clima de l'Azerbaidjan està influenciat particularment per les masses d'aire fred provinents de l'Àrtida dutes per l'anticicló escandinau, de Sibèria i de l'Àsia central. Tanmateix, el paisatge variant de l'Azerbaidjan afecta la manera en què aquests fenòmens interactuen amb el clima. El Gran Caucas protegeix el país de la influència directa de les masses d'aire fred que provenen del nord, la qual cosa comporta la formació d'un clima subtropical a moltes de les planes i altiplans del país. A més a més, aquestes zones es caracteritzen per tenir alts índexs de radiació solar. Gràcies a la seva diversitat geogràfica, a l'Azerbaidjan es poden trobar nou dels onze climes existents a la classificació climàtica de Köppen. Nogensmenys, el clima subtropical àrid amb estius càlids i hiverns temperats és el que predomina a la major part del país, també a la capital. Les temperatures més fredes (-33 °C) i més càlides (46 °C) al país foren registrades a les regions de Julfa i Ordubad. La precipitació màxima anual cau a Lankaran (1600 a 1800 mm) i la mínima a Abşeron (200 a 350 mm). La caiguda de neu es redueix a les zones altes i muntanyoses, sobretot al nord.

## Història

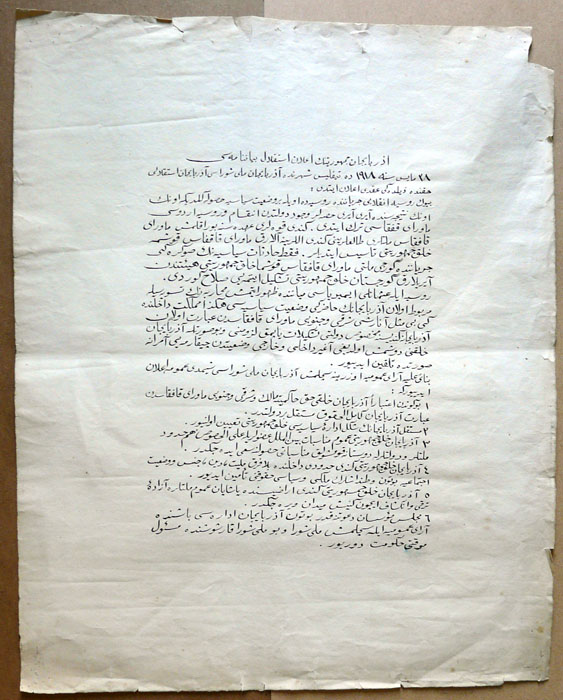
Declaració de la independència de l'Azerbaidjan

La regió va ser ocupada successivament pels perses, l'Imperi Romà, els àrabs, turcs i mongols. Després va ser annexionada a l'URSS. Per tant, la seva història depèn de la de les grans potències dominants.
Al segle ix aC a la zona existia el regne de Manna, fins que els medes el van conquerir. Dins l'imperi persa era una satrapia extensa, juntament amb el Daguestan actual. Sota Alexandre el Gran fou una satrapia, el governador de la qual, Àtropat, la va fer independent el 323 aC. Més tard fou un domini de la dinastia arsàcida dels parts. Va passar als sassànides el 226. En aquest temps era coneguda com l'Albània del Caucas pels seus habitants aghuans o aluqans (vegeu Aghuània).
L'Islam es va convertir en la religió predominant a partir de les invasions àrabs del segle viii. Avui dia encara aglutina les creences dels seus habitants, malgrat els intents soviètics per reduir la influència de la religió. La conquesta àrab fou obra d'Hudhayfa ibn al-Yaman al-Absi, en temps del califa Úmar ibn al-Khattab. El governador persa que residia a Ardabil va pagar un tribut de 800.000 dírhams a canvi que cap habitant fos esclavitzat, del respecte als temples del foc i les seves cerimònies i de la protecció contra els nòmades kurds de Balasagan, Saballa i Shatrudhan.
Els àrabs es van instal·lar a diferents llocs: Rawwad al-Azdi a Tabriz; Baith al-Rabia a Marand; Mur ben Ali al-Rudayni al sud del llac Urmia, entre d'altres. Progressivament foren absorbits per la població autòctona iraniana. A la meitat del segle x els rawwàdides eren considerats kurds. Després de la revolta de Babak, el poder del califat es va afluixar. La dinastia sadjida fou encara nominalment una dinastia de governadors que finalment es van rebel·lar; al seu darrere van seguir dinasties indígenes. Després del kharigita Daysam va seguir el daylamita Mazurban ben Muhammad; els daylamites foren substituïts pels rawwàdides kurds (983-1070).
Les onades turques van ser l'origen de les ètnies que viuen actualment al país, barrejades amb els guerrers turcomongols que hi van arribar després. Els seljúcides foren els primers a portar població turca; entre el segle xi i el XIII la població del país va passar a ser de majoria turcòfona. El 1136 l'atabeg Ildigiz va prendre el poder, i enfrontat als ahmadílides van dominar la zona fins poc abans del 1200 quan es va imposar el domini dels xas de Coràsmia, que va durar de fet fins al 1231, seguits dels mongols, primer com a seu d'un govern militar, i després com a possessió dels Il-Khan amb Hulagu (1256); els mongols residiren a Maragha i després a Tabriz. Als Il-Khan els van succeir els djalayàrides, substituïts al seu torn pels kara koyunlu i ak koyunlu (1378-1502).
Després fou dominat per la dinastia persa dels safàvides i objecte de disputa amb els otomans que van dominar sovint la regió del 1514 al 1603, fins al temps d'Abbàs I el Gran. Amb la invasió afganesa (1722-1728) els otomans van recuperar la zona fins que en foren expulsats per Nàdir-Xah Afxar. Amb la dinastia Zand que va seguir, Azad Khan es va revoltar a l'Azerbaidjan, i també els kurds dumbuli de Khoy i altres caps tribals. En aquest segle (segle xviii) va patir una fragmentació que recorda la del feudalisme europeu, amb diversos nobles governant petites àrees en les seves fortaleses. Quan es va establir la dinastia Qajar en 1757 la província fou residència de l'hereu de la corona.
La frontera entre Pèrsia i L'Imperi Rus, a l'Araxes, es va modificar pel tractat de Gulistan del 1813, després de la derrota persa a mans russes, el nord del país va entrar a formar part de l'imperi tsarista. La frontera final es va establir pel Tractat de Turkmantxai del 1828. Es van expulsar la majoria d'armenis que vivien a la regió i Bakú va passar a ser la capital. Els russos volien explotar les reserves de petroli descobertes a la zona i van instal·lar un règim dur de control. La frontera amb Turquia fou delimitada el 1914 i encara va patir una modificació amb Rida Shah quan Pèrsia va cedir a Turquia un petit territori al nord del Mont Ararat.

### Descolonització, comunisme i liberalisme
El 1905 la província en la seva part sud va prendre part activa en la revolució persa. El 3 d'abril de 1908, d'acord amb Gran Bretanya, van arribar al país tropes russes per protegir la població estrangera a Tabriz. Van perllongar la seva estada fins a la Primera Guerra Mundial, i no el van evacuar fins al 1917 en esclatar la revolució russa. El 8 de juny de 1917 els turcs entraven a Tabriz i instal·laven un govern turcòfil. La província no va tornar a Pèrsia fins al 5 de setembre de 1921.
A la part russa es va formar un govern del Musavat que va controlar diverses zones enfrontat a poders bolxevics i menxevics que van crear alguns estats efímers. Va formar part de la República Federal de Transcaucàsia (26 de març de 1918) que després d'un període d'autonomia va esdevenir independent poc després (22 d'abril de 1918); els comunistes van prendre el poder a Bakú i van proclamar la Comuna de Bakú (8 de maig de 1918).
El dia 26 de maig de 1918 la República Federal quedà formalment dissolta i el Musavat va proclamar una república a Gandja amb els tres districtes occidentals (28 de maig de 1918) mentre els comunistes controlaven la resta; la república va quedar sota ocupació militar turca el juny i el seu govern va esdevenir un titella otomà. Els bolxevics van perdre el poder a Bakú (31 de juliol de 1918) i l'endemà es va formar un nou govern menxevic anomenat Dictadura de la Càspia Central que va acollir a forces britàniques (un petit contingent el dia 4 d'agost i el gruix de les forces el 17 d'agost de 1918). Al sud, a Lenkoran, es va formar la Dictadura Militar provisional de Mugan, amb suport de les forces d'intervenció. El 14 de setembre de 1918 els britànics abandonen Bakú davant l'arribada de les forces turques a les portes de la ciutat, i l'endemà els turcs i els seus aliats mussavatistes entraren a Bakú dirigits per Nuri Pasha. La Dictadura de la Càspia Central desaparegué. El 24 de setembre de 1918, el Mussavat, amb el control de Bakú junt amb els turcs, reitera la proclamació d'independència de l'Azerbaidjan.
El 30 d'octubre de 1918 es va signar l'armistici de Mudros que posava fi a les operacions de la Primera Guerra Mundial en aquest sector, després del qual els turcs van començar a retirar-se de l'Azerbaidjan i altres zones, retirada generalitzada el novembre. Un primer contingent britànic va arribar a Baku el 17 d'octubre de 1918 i el govern del Mussavat fou reconegut pel general Thompson com autoritat local el 28 de desembre de 1918. El novembre de 1918 un Alt Comissariat Aliat per al Caucas fou designat per controlar la zona del Caucas. Llavors els àzeris del Mussavat proclamaren a Nakhitxevan la República d'Araks (Araxes), dirigida per Jafarkuli-Khan. El desembre de 1918 un Parlament organitzat pel Mussavat començà a funcionar a Bakú. El març de 1919 el govern militar de Mugan s'enfonsà després de les derrotes de les forces russo blanques de Denikin i el 2 d'abril de 1919 es proclamà la República Soviètica de Mugan. El juny de 1919 els armenis van ocupar la república d'Araks (Nakhitxevan). El novembre de 1919 tropes britàniques van retornar a Bakú i el 15 de gener de 1920 el govern de l'Azerbaidjan fou reconegut per les Potències, amb Fatali Khan com a primer ministre. Els britànics van romandre a Bakú fins a l'abril.
El 27 i 28 d'abril de 1920 al cap de pocs dies de la retirada britànica, esclatà a Bakú una revolució bolxevic dirigida pel partit comunista Hummet, que va prendre el poder a l'Azerbaidjan (obligant el Parlament a renunciar als seus poders) i hi va proclamar la República Soviètica. Immediatament tropes russes de l'exèrcit roig arribaren a Bakú. El maig de 1920 la República Soviètica de Mugan es va dissoldre i s'incorporà al govern bolxevic de Bakú.
El juny es va acordar un armistici entre Armènia i l'Azerbaidjan. Les negociacions de pau no foren favorables per a Armènia. L'Azerbaidjan reclamà la cessió de l'Alt Karabakh, Zangezur i Nakhitxevan. Encara que Armènia va rebre subministraments militars d'Anglaterra, la pressió de les forces turques republicanes, que havien començat la guerra i atacaven Armènia pel sud, obligà el govern armeni a negociar a la baixa i el juliol va renunciar als districtes reclamats de Zangezur i l'Alt Karabakh (a on de fet les forces armènies van continuar) i al de Nakhitxevan. El territori de Nakhitxevan fou ocupat per tropes bolxevics russes i àzeris i el 28 de juliol de 1920 s'hi va proclamar una República Socialista Soviètica Autònoma.
Armènia aconseguí retardar per dos mesos (agost i setembre) la cessió dels territoris reclamats per l'Azerbaidjan (Zangezur i l'Alt Karabakh) i no reconegué al govern autònom de Nakhitxevan. Finalment acceptà evacuar Zangezur i l'Alt Karabakh i reconèixer el govern de Nakhitxevan, però les forces militars d'aquests territoris romangueren als seus llocs i els àzeris no van poder fer efectiva l'ocupació. El 30 de setembre de 1920 els comunistes de l'Azerbaidjan signaren un tractat d'aliança amb Rússia. En el tractat de pau entre Armènia i Turquia a Aleksandrópol (2 de desembre de 1920) Armènia reconeixia la República Soviètica turcòfona de Nakhitxevan.
El mateix dia del tractat d'Aleksandrópol, el Comitè revolucionari armeni (bolxevic) protegits per les forces turques, va prendre el poder, i l'endemà les forces militars armènies a la Siunia i l'Alt Karabakh, que ja no podien esperar reforços, dirigides pel cap militar Njde, van proclamar la República Autònoma de Siunik amb capital a Tatev, dins d'Armènia. El gener 1921, amb tropes russes a Bakú, la república de l'Azerbaidjan queda totalment satel·litzada encara que formalment independent. En aquest any 1921 Nakhitxevan s'uní a l'Azerbaidjan com a república autònoma. El 2 d'abril de 1921 es va proclamar a Armènia la República Soviètica i poc després, el 26 d'abril de 1921, la República de Siunik es proclama independent. Reduïda a part de l'Alt Karabakh, va prendre el nom de República de l'Armènia Muntanyosa. Encara van resistir uns mesos davant l'exèrcit roig, que finalment va conquerir la regió. Els dirigents van fugir a l'Iran.
El 12 de març de 1922 Abkhàzia, l'Azerbaidjan, Armènia i Geòrgia ingressaren a la República Federal Soviètica de Transcaucàsia (encara nominalment independent). La Constitució formal es va verificar el 12 d'abril de 1922. El 12 de desembre de 1922 es va crear la República Federativa Socialista Soviètica de Transcaucàsia (RFSST), que ingressà a la Unió Soviètica el 30 de desembre del mateix any com una de les entitats constituents de la Unió. La República Socialista Soviètica de l'Azerbaidjan (RSSAz) fou una de les entitats integrants de la supra república i en fou part fins al 5 de desembre de 1939 quan la RFSST fou dissolta i l'RSSAz va esdevenir una de les 16 repúbliques de la Unió Soviètica.
L'Azerbaidjan persa fou ocupat pels soviètics el 1941. Amb el suport dels ocupants es va desenvolupar un fort moviment autonomista, però finalment els soviètics van haver d'abandonar el país el maig del 1946. Pèrsia va reconèixer l'autonomia provincial (13 de juny de 1946) que garantia l'ús de la llengua turca local i els drets del govern autònom. Però el 4 de novembre de 1946 les tropes perses van entrar al territori i van suprimir l'autonomia.
La República Socialista Soviètica de l'Azerbaidjan es va declarar independent de la Unió Soviètica l'any 1991 com a República de l'Azerbaidjan. El 1992 la república va entrar a formar part de l'ONU. La primera constitució es va aprovar tres anys després.
El 8 d'agost de 2025, el primer ministre d'Armènia, Nikol Pashinyan i el president de l'Azerbaidjan, Ilham Aliyev van signar a la Casa Blanca un preacord de pau auspiciat pel president dels Estats Units d'Amèrica, Donald Trump per posar final a la crisi fronterera, reobrint-se el corredor que uneix l'Azerbaidjan amb l'enclavament de Nakhtxivan, que s'anomenarà Ruta Trump per a la Pau i la Prosperitat Internacional.

## Economia

Mapa polític

Piràmide de població (2017)

La seva principal font de riquesa és el petroli i les indústries derivades, que representen el 70% de les exportacions i la meitat del pressupost nacional. L'agricultura i la pesca (a la mar Càspia) no arriben al 20%.
Es considera una economia de transició, perquè tot i la presència de grans empreses, l'estat continua tenint-hi un paper planificador molt important. Gràcies a l'ajuda exterior, el creixement econòmic està estabilitzant la zona.
Els seus socis comercials més importants són Rússia i l'Iran, que intercanvien gas i minerals.

## Cultura
La llengua oficial és l'àzeri, una llengua turquesa de la gran família de les llengües altaiques, parlada al sud-oest d'Àsia, principalment a l'Azerbaidjan i a l'Azerbaidjan iranià que és aproximadament un quart de la població de l'Iran. El àzeri és part de les llengües oguz i està estretament relacionat amb el turc, el qaixqai i el turcman. L'azerbaidjanès es divideix en dues variants, l'àzeri nord i l'azerbaidjanès meridional, a més de comptar amb diversos dialectes. El khalaj, el qaixqai i el salchuq són considerats per alguns com a idiomes independents dins del grup de llengües àzeris. Des del segle xvi fins al segle xx, l'àzeri es va usar com a lingua franca en la major part de Transcaucàsia (excepte la costa del mar Negre), el sud de Daguestan, l'est de Turquia i l'Azerbaidjan iranià.
Tot i que l'àzeri és l'idioma més parlat al país i l'utilitza d'una quarta part de la població a l'Iran, es parlen altres tretze idiomes nadius. Alguns d'aquests són parlats en comunitats molt petites, però altres tenen importància regional. L'àzeri és mútuament intel·ligible amb el turc i el gagaús. La variant nord de l'azerbaidjanès s'escriu amb l'alfabet llatí modificat, però anteriorment va ser escrit amb l'alfabet persa (fins a 1929), amb l'alfabet túrquic uniforme (1929-1939) i amb l'alfabet ciríl·lic (1939-1990). Els canvis en l'alfabet han estat modelats en gran part per forces religioses i polítiques.
No obstant això el rus segueix tenint una important presència, sobretot a les ciutats. La major part de la població urbana del país s'expressa amb fluïdesa tant àzeri com en rus.
Al poeta Nizami Gandjawi, que escrivia en persa, se'l disputen l'Azerbaidjan i l'Iran. La seva parella d'amants Layla i Majnun és molt famosa al país. La història d'amor, barrejada amb la religió, ha estat una paràbola bàsica per al sufisme. La història de Koroglu es considera el poema èpic nacional.
El cinema àzeri té una producció considerable i la seva història és centenària.
La música tradicional és un acompanyament de la poesia (magham), amb un paper similar al de l'època dels trobadors europeus. Estan ben valorades les improvisacions enmig dels passatges emocionants. Els instruments típics són de percussió i de corda.

### Literatura
Una de les primeres figures de la literatura àzeri fou Pur Hasan Asfaraini, qui escrigué un diwan compost de gazals en persa i túrquic. Als gazals perses emprà un pseudònim, mentre que als túrquics signà amb el seu nom de debò, Hasanoghlu. Tanmateix, la literatura clàssica en àzeri no es formà fins al segle xiv, basant-se en diversos dialectes que es parlaven durant l'Alta edat mitjana a Tabriz i Shirvan. Entre els poetes d'aquest període destaquen Gazi Burhanaddin, Haqiqi (pseudònim de Jahan Shah) i Habibi. A finals d'aquest segle també comença a desenvolupar-se l'activitat literària d'Imadaddin Nesimi, un dels grans poetes de l'hurufisme túrquic de principis del segle xv, i un dels màxims representants dels primers diwans en la literatura túrquica, aràbiga i persa.

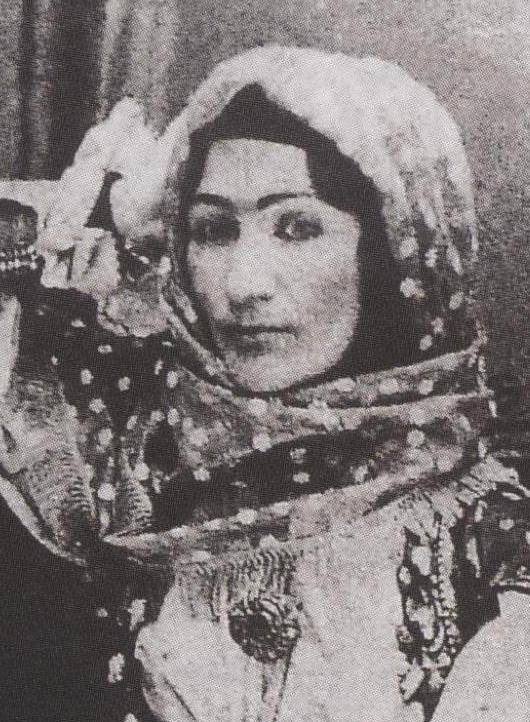
Khurshidbanu Natavan fou la filla de l'últim dirigent del Kanat de Karabagh i és considerada una de les millors poetesses de l'Azerbaidjan.

El diwan i el gazal es desenvoluparen encara més dins de la literatura àzeri gràcies a autors com Qasim al-Anvar, Fuzuli i Khatai. Una de les principals obres de l'època és el Llibre de Dede Korkut, que consisteix en dos manuscrits copiats al segle xvi, on es narren dotze històries que reflecteixen la tradició oral dels nòmades oguz. Atès que l'autor narra fets sobre el mandat dels Akkoyunlu i els otomans, es creu que la col·lecció pertanyé a algú que vivia a la frontera d'ambdós imperis. Fuzūlī escrigué les seves obres filosòfiques denominades qazals en àrab, persa i àzeri, de manera que adquirí els beneficis de les tres tradicions literàries a les quals estigué influenciat. Fizuli es convertí en un dels grans líders literaris de l'època gràcies a les seves obres com El diwan de gazals i Les Qasides. Al mateix segle, la literatura àzeri florí amb el desenvolupament dels ashiqs, a més del diwan compost pel xah Ismaïl I que contenia 1.400 versos en àzeri.
Entre els segles xvii i xviii, les obres de Fizuli i els ashiqs foren represos per diversos escriptors i poetes prominents com Qovsi de Tabriz, Abbas II de Pèrsia, Agha Mesih Shirvani, Nishat, Molla Vali Vidadi, Molla Panah Vagif, Amani, Zafar, entre d'altres. Juntament amb els turcs, els turcmans i els uzbeks, els àzeris també difongueren la llegenda de Köroglu, un heroi que data de les tradicions orals dels túrquics. Diverses versions documentades de la història de Köroglu es conserven a l'Institut de Manuscrits del país.
La literatura moderna en àzeri es basa principalment en el dialecte de Shirvan, encara que els autors iranians empren més el de Tabriz. Des de mitjan segle xix els escriptors àzeris reberen la influència d'Occident i de països veïns. Durant el segle xx, la literatura àzeri sobrevisqué els canvis polítics i religiosos, units al canvi d'alfabets i a la repressió soviètica.

### Educació

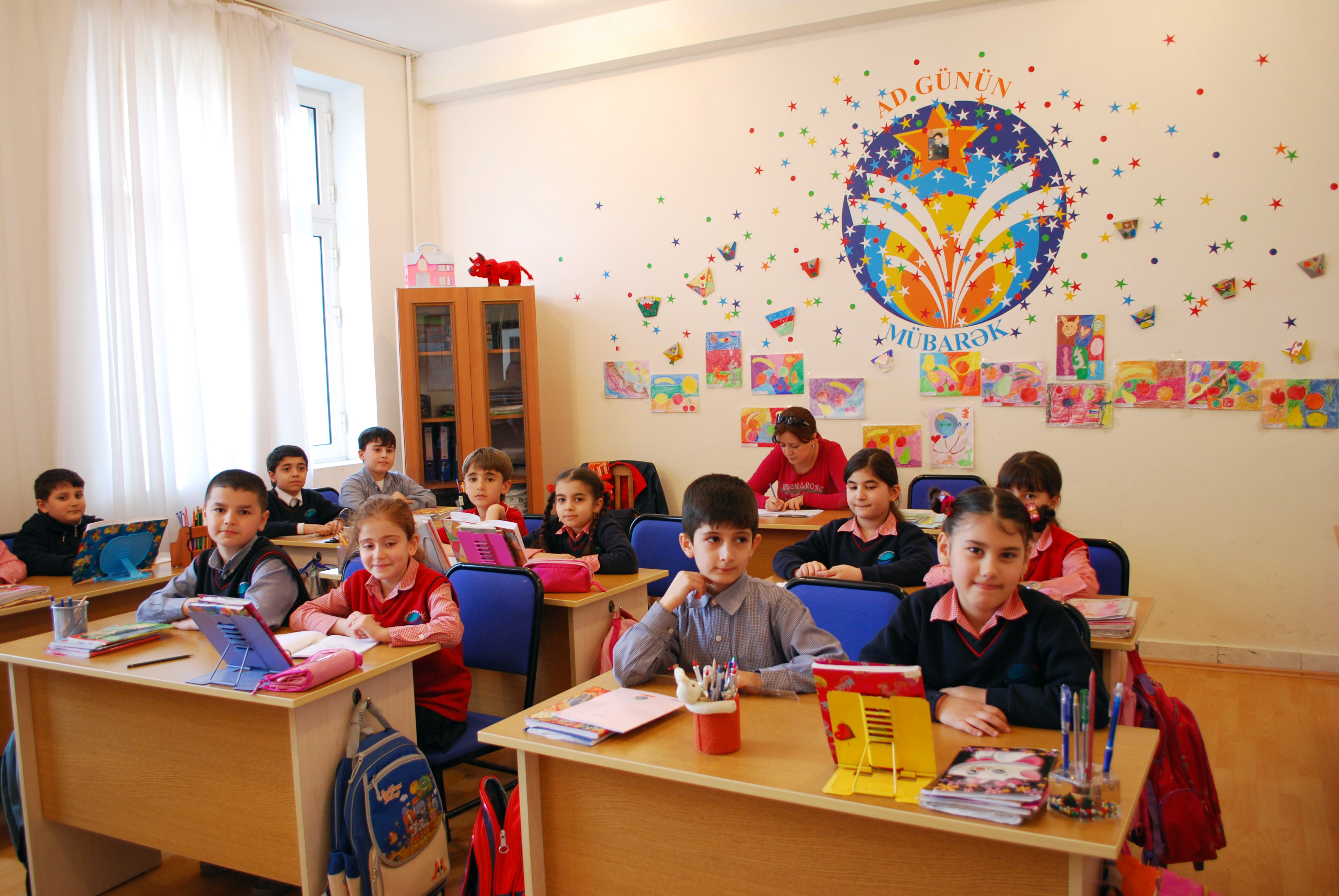
Classe en una escola primària a Bakú.

Un percentatge relativament alt d'àzeris compten amb alguna mena d'educació superior, sobretot d'escoles tècniques. Entre les institucions d'educació superior més importants del país destaquen la Universitat Estatal de Bakú, la Universitat Estatal d'Economia de l'Azerbaidjan i l'Acadèmia Estatal del Petroli de l'Azerbaidjan. A l'època soviètica l'alfabetització i l'educació s'elevaren clarament des dels seus baixos nivells inicials, malgrat dos canvis en l'alfabet estàndard entre 1920 i 1940. D'acord amb les dades del govern, el 1970 el 100% dels homes i dones de 9 i 49 anys sabien llegir i escriure. Segons l'informe del 2011 del Programa de les Nacions Unides per al Desenvolupament, l'índex d'alfabetització és del 99,5%.
Després de la independència, una de les primeres lleis que aprovà l'Assemblea Nacional per dissociar-se de la Unió Soviètica fou l'adopció de l'alfabet llatí a les escoles per reemplaçar el ciríl·lic. El sistema escolar azerbaidjanès no ha patit gaires modificacions des de l'època soviètica. Els primers canvis inclogueren el restabliment de l'educació religiosa (prohibida a la URSS) i modificar el pla d'estudis per emfatitzar l'ús de l'àzeri i eliminar el contingut ideològic. A més de les escoles primàries, les institucions educatives del govern inclouen milers de llars d'infants, escoles secundàries generals i escoles vocacionals, incloent-hi escoles secundàries especialitzades i tècniques. L'educació és obligatòria fins a l'onzè grau.

### Religió

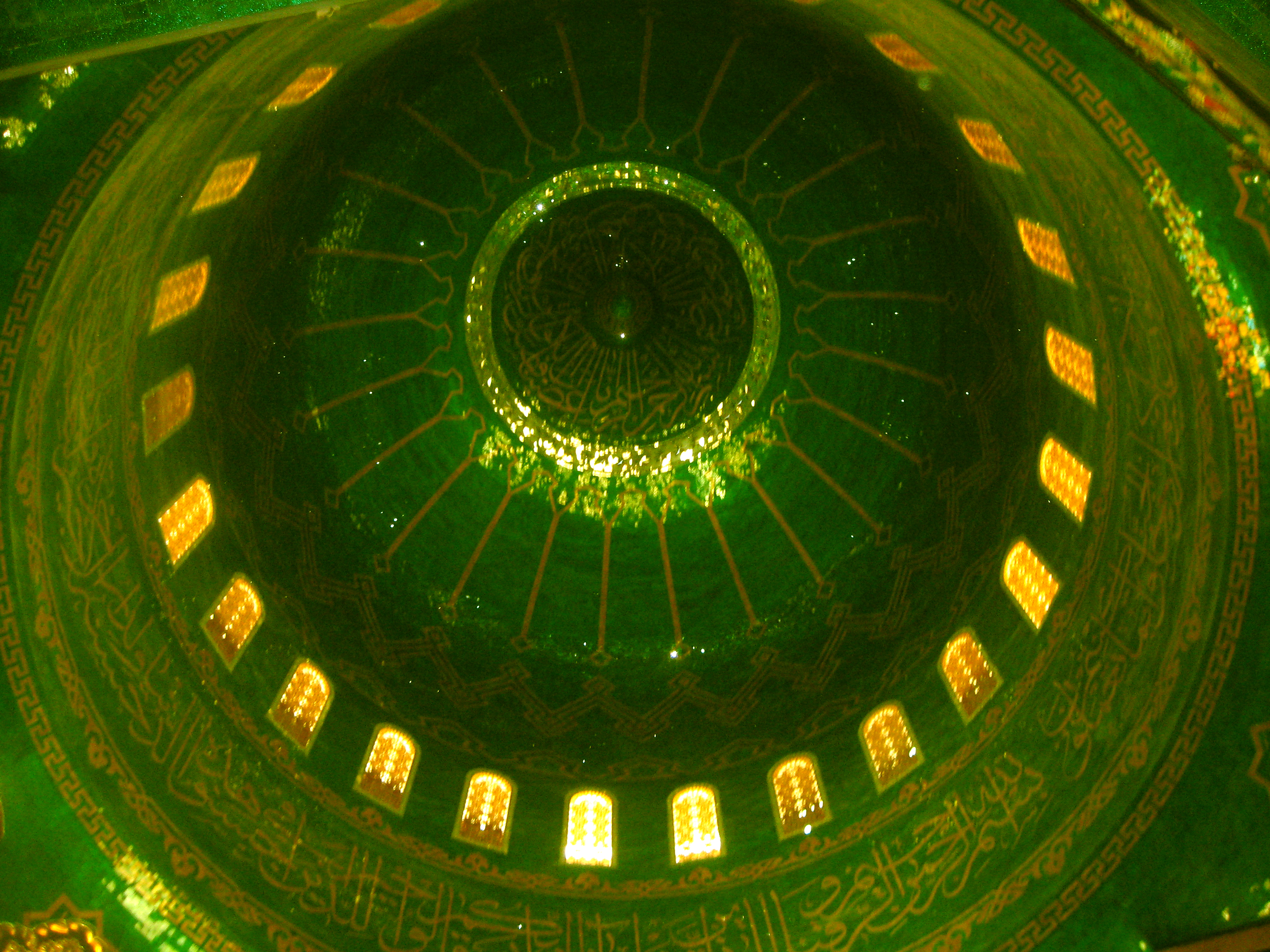
Dom del de la mesquita Bibi-Heybat, que va ser construïda sobre la tomba d'un dels descendents de Mahoma.

Azerbaidjan és un estat laic d'acord amb l'article 7 de la Constitució de l'Azerbaidjan i garanteix la llibertat de culte per l'article 48 de la Constitució. Tradicionalment la religió majoritària a l'Azerbaidjan és l'islam des del segle VII i el xiisme des del segle xvi. Prop del 95% de la població és musulmana, d'aquests el 85% són xiïtes i el 15% sunnites, fent d'Azerbaidjan el segon país amb major proporció de xiïtes, només després de l'Iran. En la majoria musulmana, els costums religiosos no són practicades molt estrictament, i la identitat musulmana tendeix a basar-se més en l'ètnia i en la cultura que a les pràctiques religioses.
Hi comunitats cristianes (150.000) i jueves (34.500). Entre els cristians, l'Església Ortodoxa russa i la georgiana juntament amb l'església apostòlica armènia (només en Alt Karabakh) són les que compten amb més seguidors. El 2010 hi havia al país 498 catòlics romans. Altres denominacions cristianes amb presència al país inclouen als luterans, baptistes i els molokans. També hi ha petites comunitats de bahà'ís, hare krixnas i testimonis de Jehovà. El zoroastrisme va tenir una llarga història a l'Azerbaidjan, evident en llocs com el Temple de foc de Bakú o cerimònies com el Noruz, juntament amb el maniqueisme.

### Esports
L'esport més practicat a Azerbaitjan són els escacs. El millor jugador nascut al país ha estat en Garri Kaspàrov (tot i que mai ha arribat a jugar amb bandera àzeri). Actualment, hi ha una jove generació de Grans Mestres àzeris que han situat el país en el 7è lloc del rànquing mundial de federacions nacionals pel que fa a mitjana d'Elo dels seus titulats internacionals. Els tres jugadors àzeris més destacats actualment en actiu són Shakhriyar Mamedyarov, Teimour Radjabov, i Vugar Gashimov, tots tres entre els vint primers jugadors del món.
Les participacions de l'Azerbaidjan en els Jocs Olímpics han estat tres i en elles ha guanyat un total de 9 medalles. En els Jocs Olímpics de Pequín 2008 Nazami Pazhayey va assolir, en aixecament de peses, carregar 215 quilos en una decebedora participació per part d'aquest atleta.
Per la seua banda la Selecció de futbol de l'Azerbaidjan, creada el 1992, no ha participat en cap campionat mundial i tampoc en l'Eurocopa.
D'altra banda en el món del Karate Do el major exponent de l'Azerbaidjan és Rafael Aghayev, que des del 2002 ha estat campió europeu fins a 2008, a Tòquio va aconseguir el campionat mundial de la federació mundial de karate do, títol que avui dia segueix defensant.